# Наперсний хрест
Напе́рсний хре́ст — священник носить під одягом або поверх його, на шнурі або ланцюжку, надягнутий кругом шиї поверх ряси або фелоні.

## Відомості

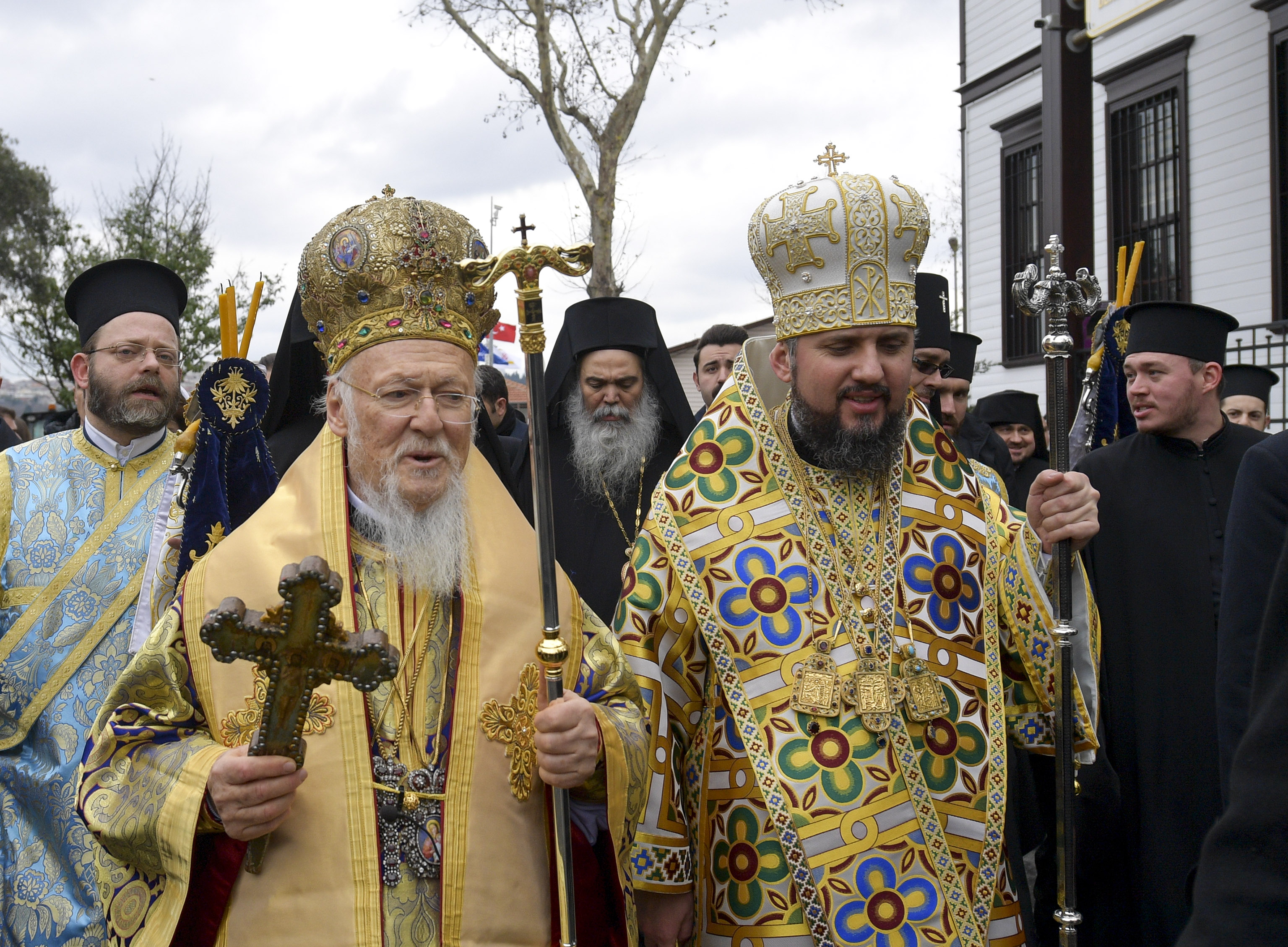
Вселенський патріарх Варфоломій I із наперсним хрестом

До XVIII століття наперсні хрести на Русі, як і в Католицькій церкві, мали право носити тільки єпископи. Проте в Київській митрополії наперсні хрести здавна носилися також усіма архімандритами. Ця практика збереглася й після переходу її в 1686 році від Константинопольського патріархату до Московського. У 1742 році імператриця Єлизавета Петрівна звернула увагу Святішого Синоду на те, що всі українські архімандрити носять наперсні хрести, на відміну від російських, у яких такого права не було. Синод видав указ про покладання на всіх архімандритів наперсних хрестів, для їхньої відмінності від ігуменів. Також наперсні хрести надавалися імператрицями Єлизаветою та Катериною II своїм духівникам.
У 1797 році наказом імператора Павла I був заснований наперсний хрест, що мав статус імператорської нагороди і знаку монаршої милості, яким нагороджували заслужених ієреїв за довголітнє бездоганне служіння. Цей хрест має чотири кінці, з подовженим нижнім кінцем. З лицьового боку він має рельєфне зображення Розп'яття, із внутрішнього боку напис «Пресвітеру, що дає образ вірним словом і житієм». З 1820 року такий самий хрест, але весь золотий, з литим Розп'яттям і зображенням на внутрішній стороні замість вензеля Павла I імператорської корони вручався з Кабінету Його Величності придворним священикам, а також священикам православних закордонних церков при вступі їх на службу, і залишався їм назавжди, якщо вони прослужать при тих церквах щонайменше сім років. В 1843 році імператором Миколою I була встановлена аналогічна відзнака схожого дизайну для нагороди священників інших християнських віровизнань. Нарешті, в 1896 році імператором Миколою II з нагоди коронації було започатковано новий тип наперсного хреста: восьмикінцевої форми, зі срібла, на лицьовому боці зображалося Розп'яття, на зворотному  — слова «Образ будь вірним словом, життям, любов'ю, духом, вірою, чистотою» (1Тим. 4:12). З цього часу наперсний хрест став у Росії, а зараз у церквах Московського патріархату, звичною приналежністю священника, яка покладається на кожного при висвяченні — на відміну, наприклад, Греції, де зберігається давня традиція, за якою прості священники не носять наперсного хреста.
Священники носять хрест на ланцюгу з великих плоских ланок, з'єднаних подвійними дрібними кільцями. У середині ланцюга — перемичка, так що ланцюг спереду охоплює шию, а ззаду спускається на спину.

## Світлини

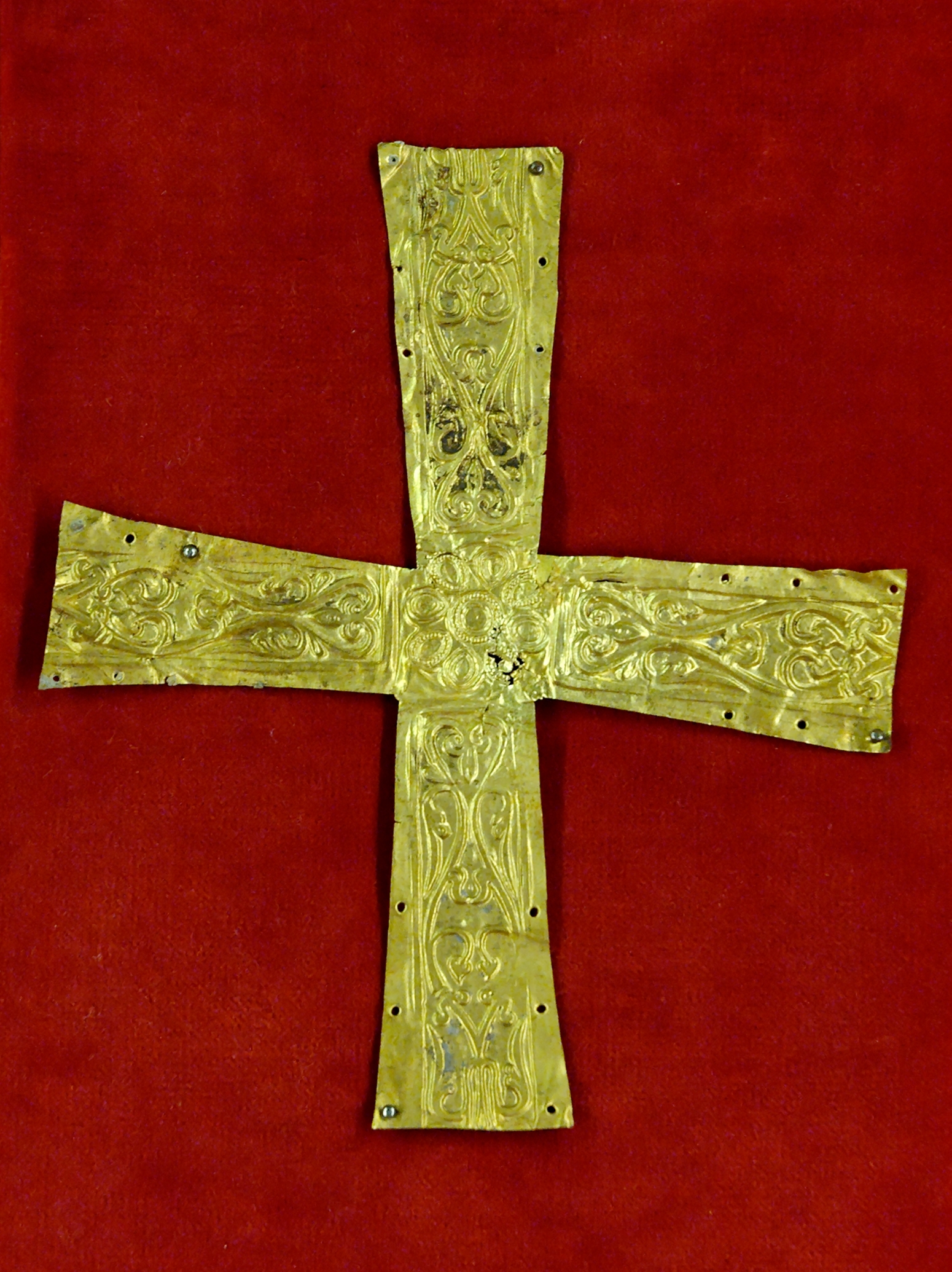
Золотий нагрудний хрест з Італії або субальпійського регіону, VI—VII століття
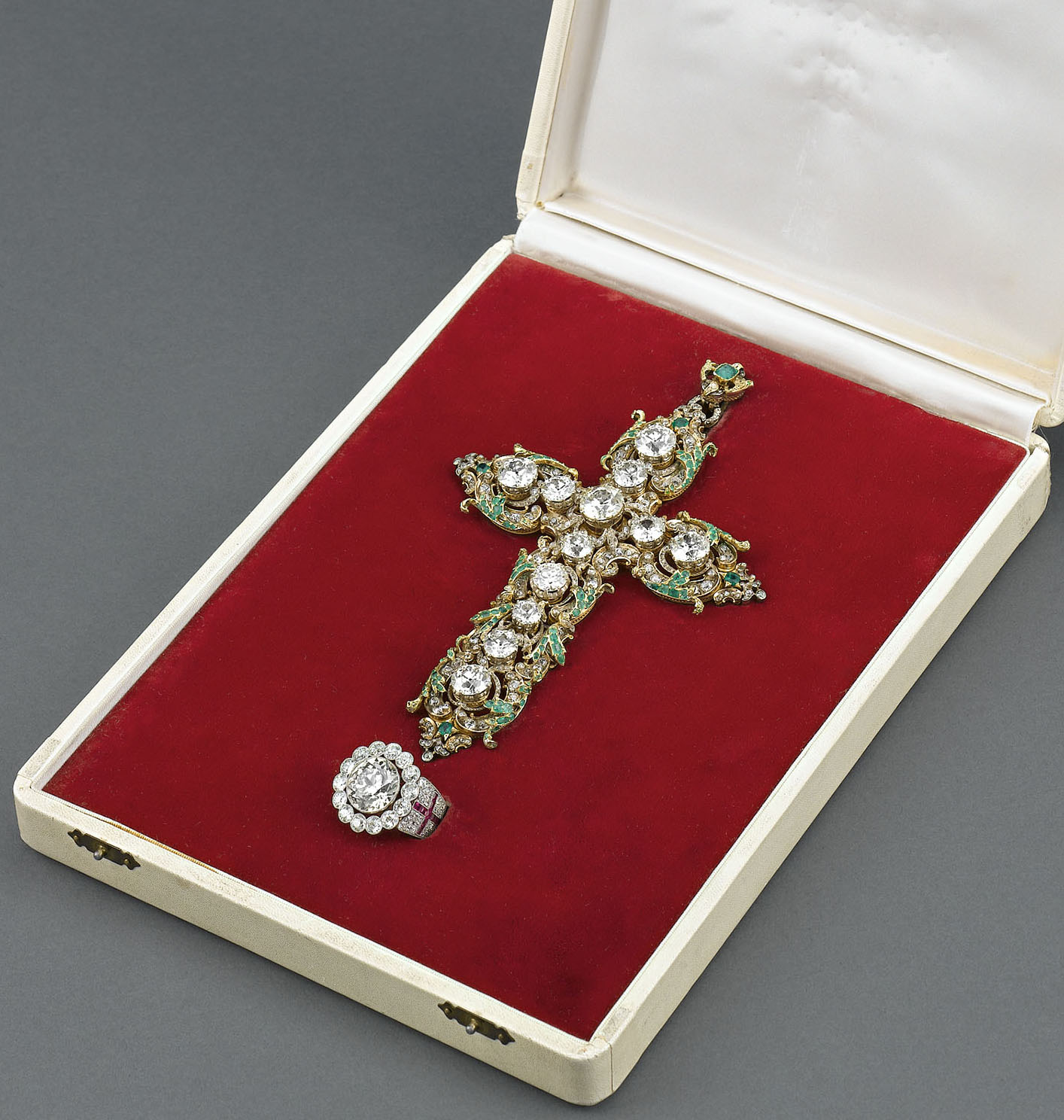
Нагрудний хрест Папи Павла VI
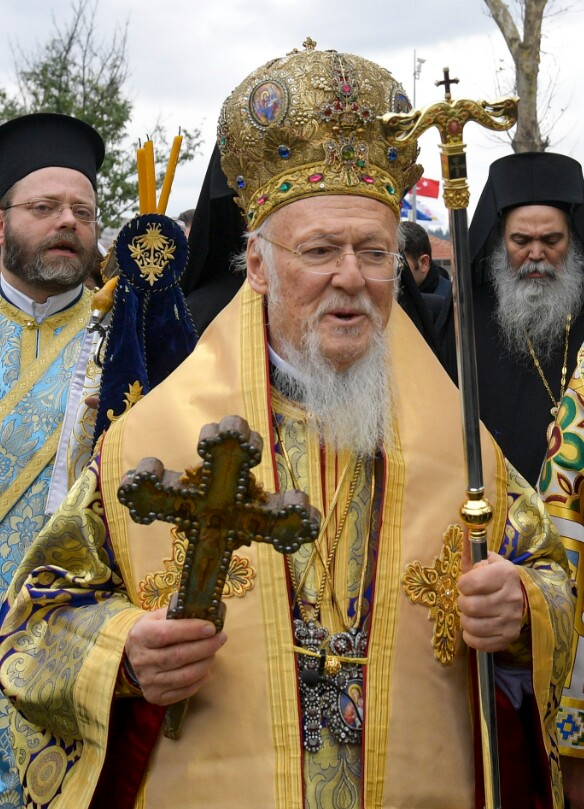
Патріарх Варфоломій
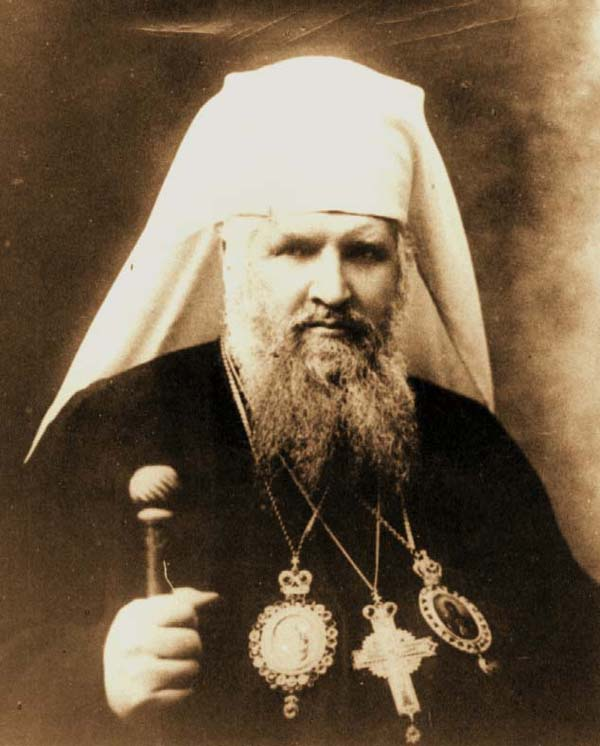
Владика Андрей Шептицький
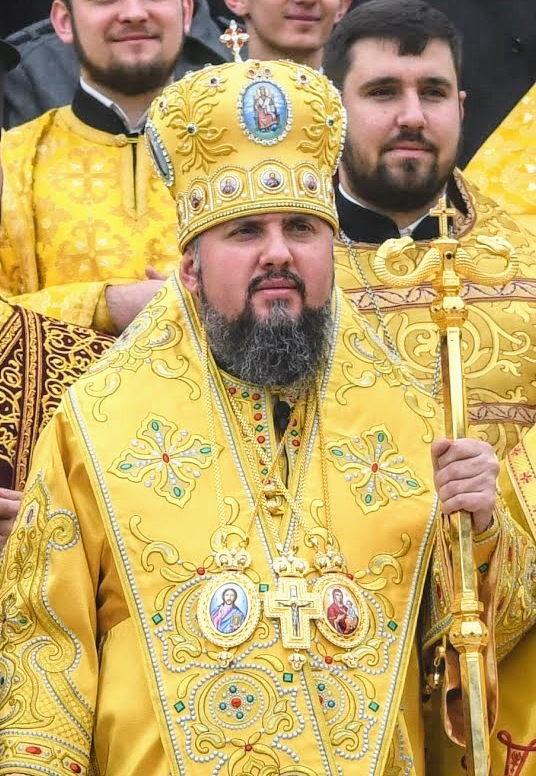
Епіфаній, митрополит Київський
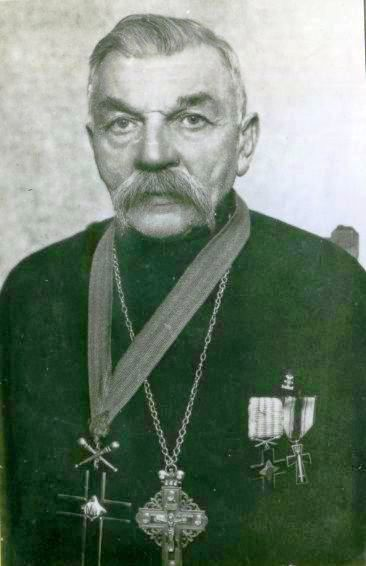
Капелан Армії УНР о. Павло Пащевський з нагородним ієрейським хрестом з прикрасами і нагородним наперсним капеланським хрестом за Зимовий похід